# Conus uhlei
Espèce
Conus uhlei est une espèce de mollusques gastéropodes marins de la famille des Conidae.
Comme toutes les espèces du genre Conus, ces escargots sont prédateurs et venimeux. Ils sont capables de « piquer » les humains et doivent donc être manipulés avec précaution, voire pas du tout.

## Taxonomie

### Publication originale
L'espèce Conus uhlei a été décrite pour la première fois en 2020 par les malacologistes Edward James Petuch (d), José Coltro et David P. Berschauer dans « The Festivus. »,.

### Synonymes
- Poremskiconus uhlei Petuch, Coltro & Berschauer, 2020 · non accepté (combinaison originale)